# TGM (motorfietsenfabrikant)
TGM is een Italiaans motorfietsmerk.
TGM, San Prospero Parmense, Parma. 
Kleine Italiaanse motorenfabriek (anno 1973) die zich voornamelijk bezighoudt met de bouw van lichte crossers. De letters TGM stammen van de drie oprichters Terzi, Giovanna en Marchecini. De fabriek ging in 1982 op in het Cagiva-concern.